# Sint Brigida-den

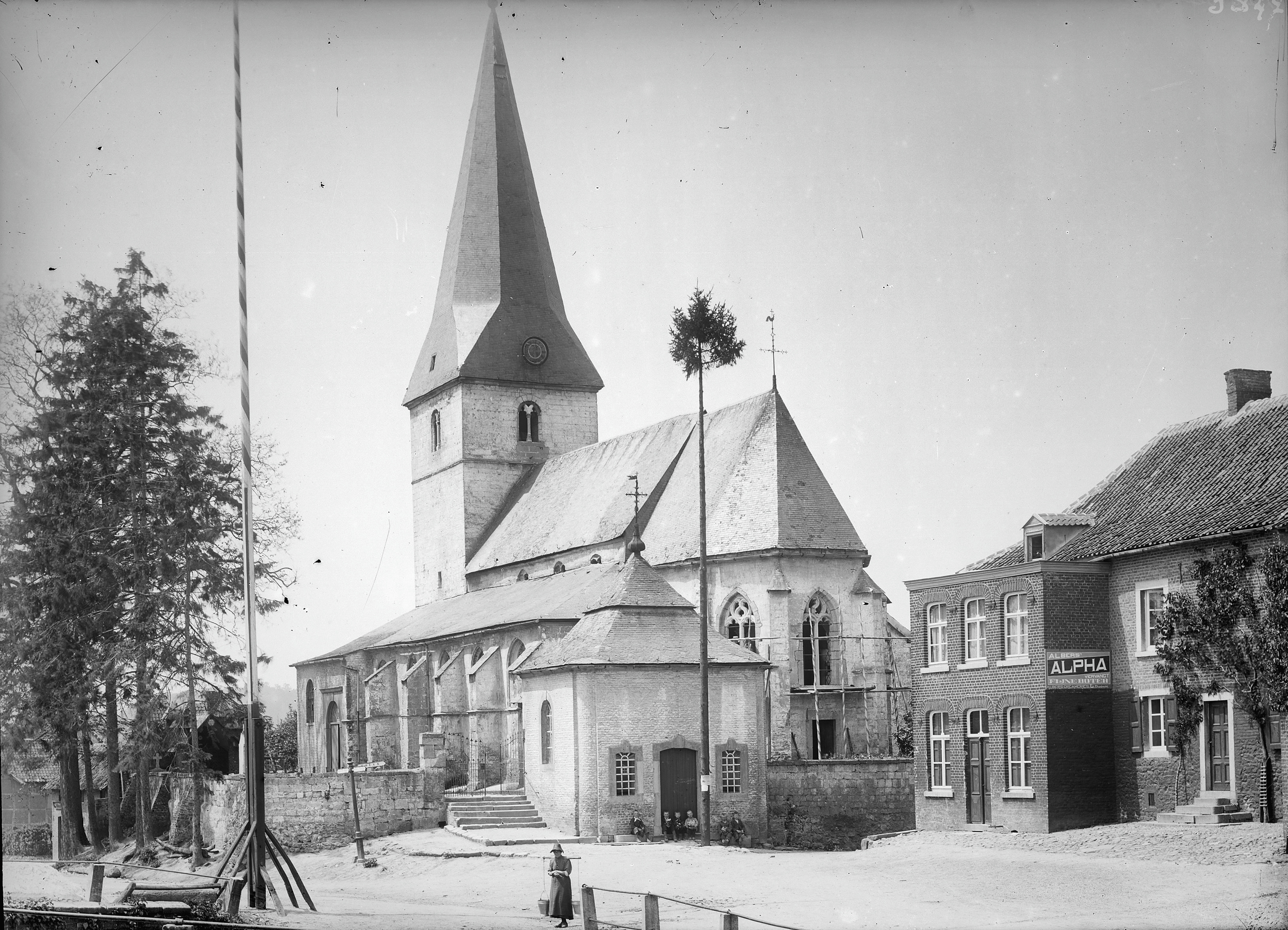
Kerk met den in 1903

De den van Sint Brigida is een den die jaarlijks op de tweede zaterdag na Pasen voor de Sint-Brigidakerk in Noorbeek geplaatst wordt. Het is nauw verwant aan de denplantingen in de rest van Zuid-Limburg en een typisch voorbeeld van het kerstenen van een van oorsprong heidens ritueel rond de meiboom.

## Aanleiding
In 1634 heerste in Noorbeek en omgeving een veeziekte. De toenmalige inwoners van Noorbeek beloofden aan Sint Brigida ieder jaar een den te zullen halen en voor haar Brigidakapel te zullen plaatsen, als de veeziekte zou verdwijnen. De veeziekte verdween en het vee werd gespaard en zo wordt er sinds 1634 door de inwoners van Noorbeek trouw aan deze belofte voldaan. Ter ere van hun beschermvrouwe, de patrones van vee en parochie, ter iere van Sint Briej.

## Traditie

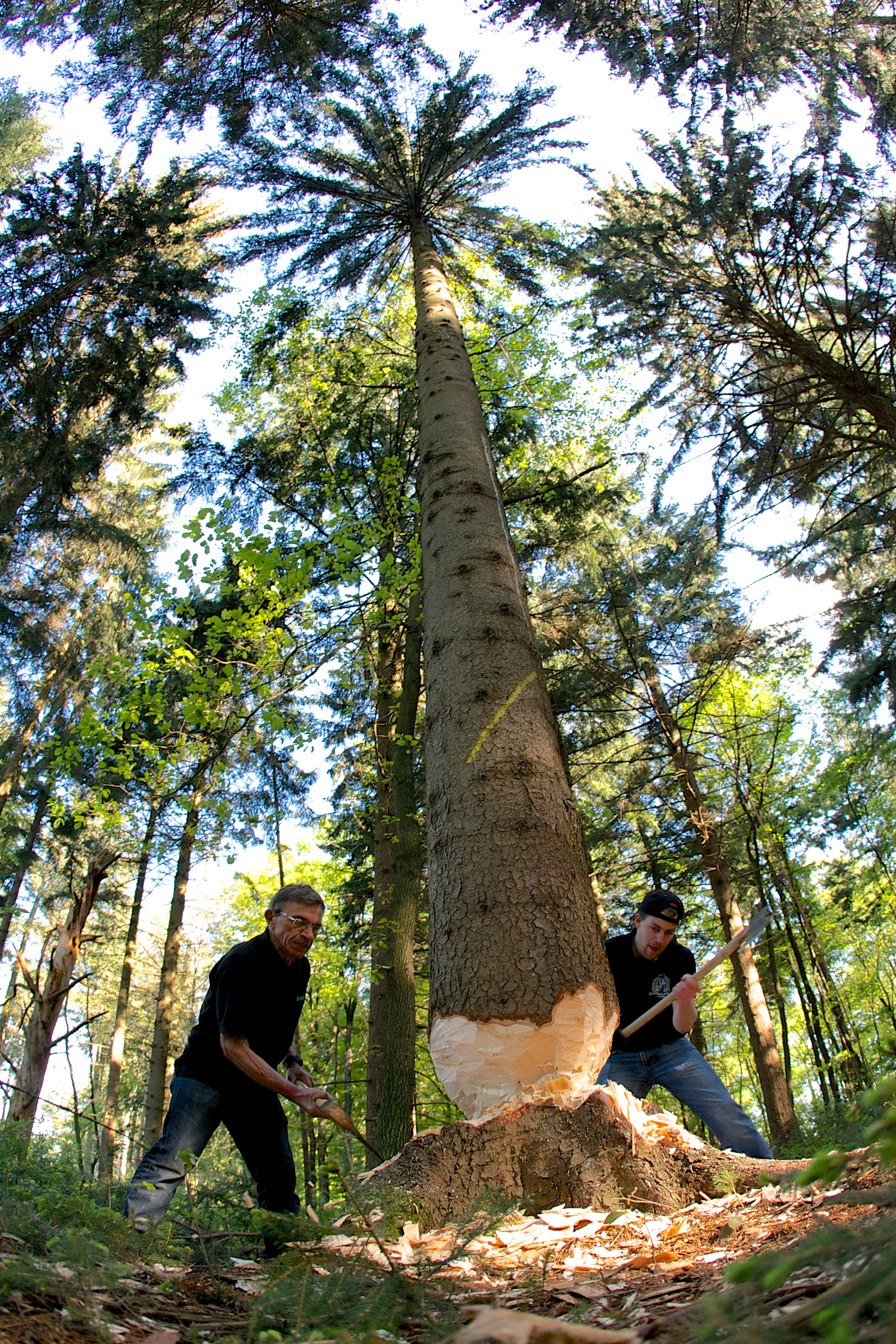
Het kappen van de Sint Brigida Den Noorbeek

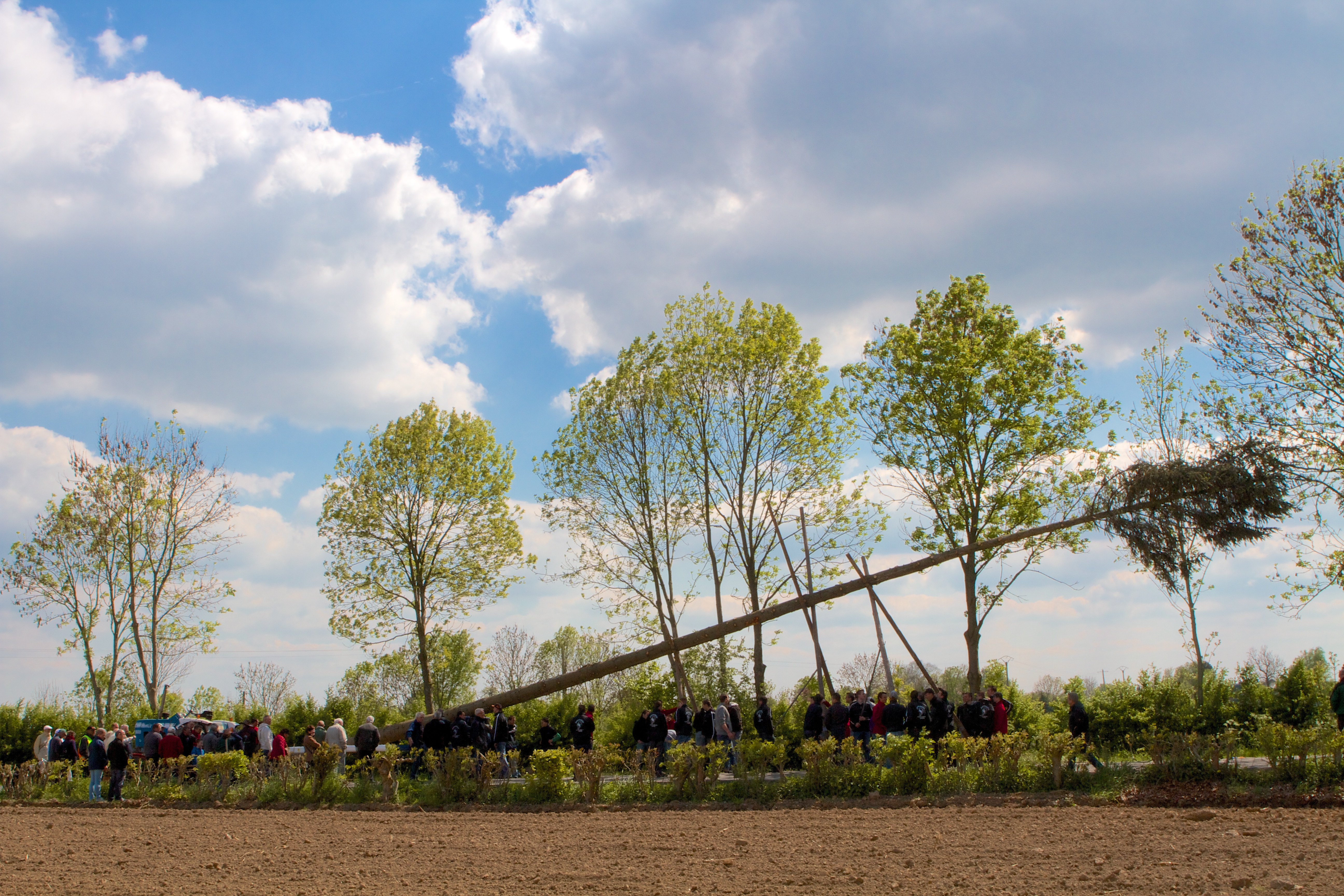
Het laden van de Sint Brigida den op de dennewagen

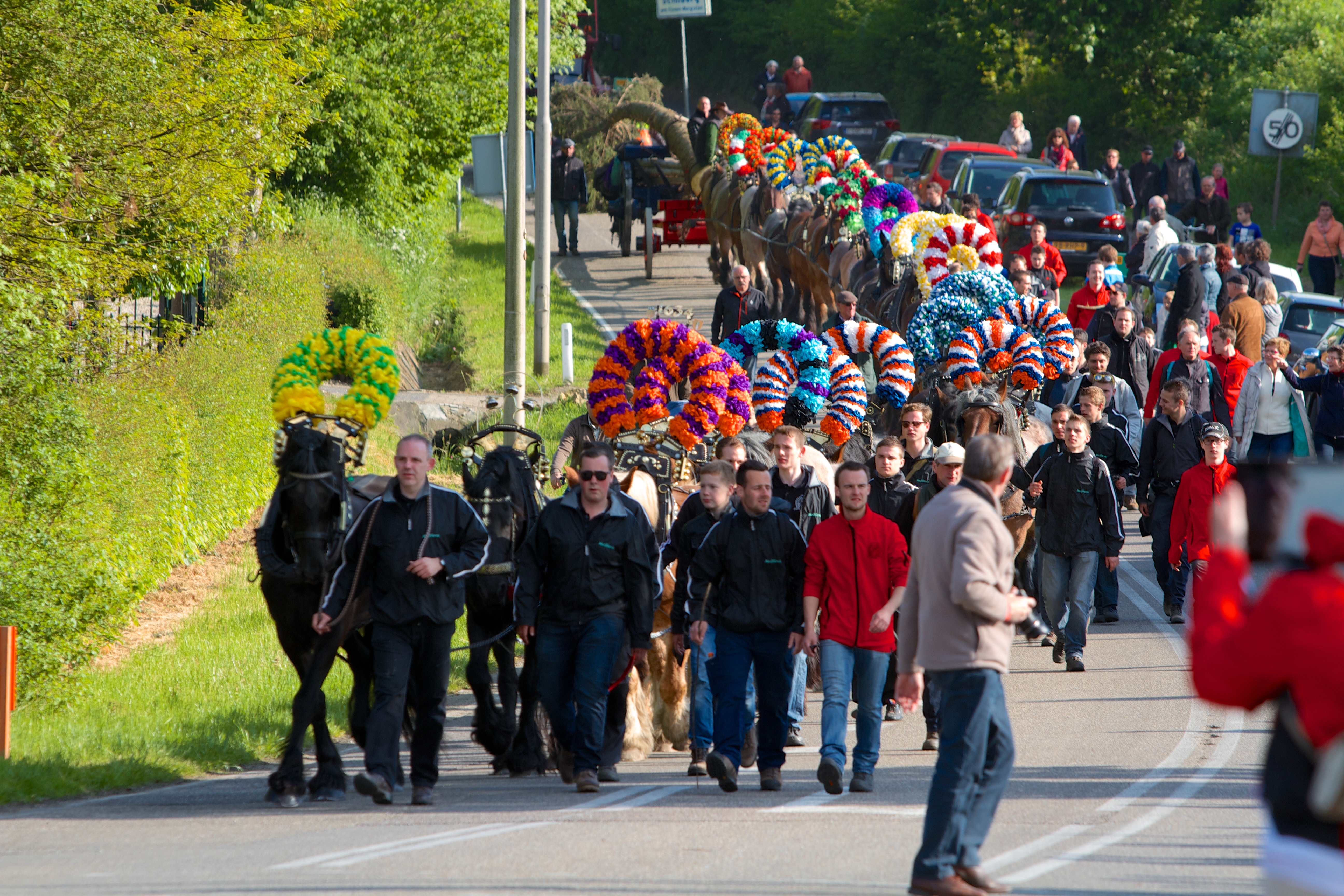
De Sint Brigida Den op weg naar Noorbeek

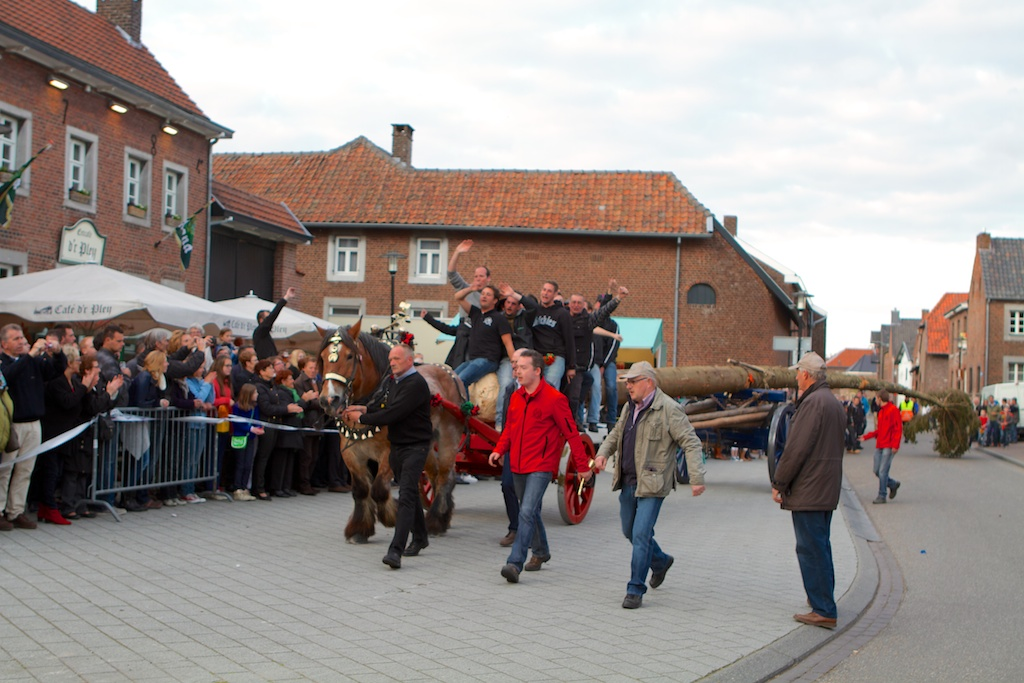
De laatste meters van het Brigida Denhalen worden gedaan door één paard.

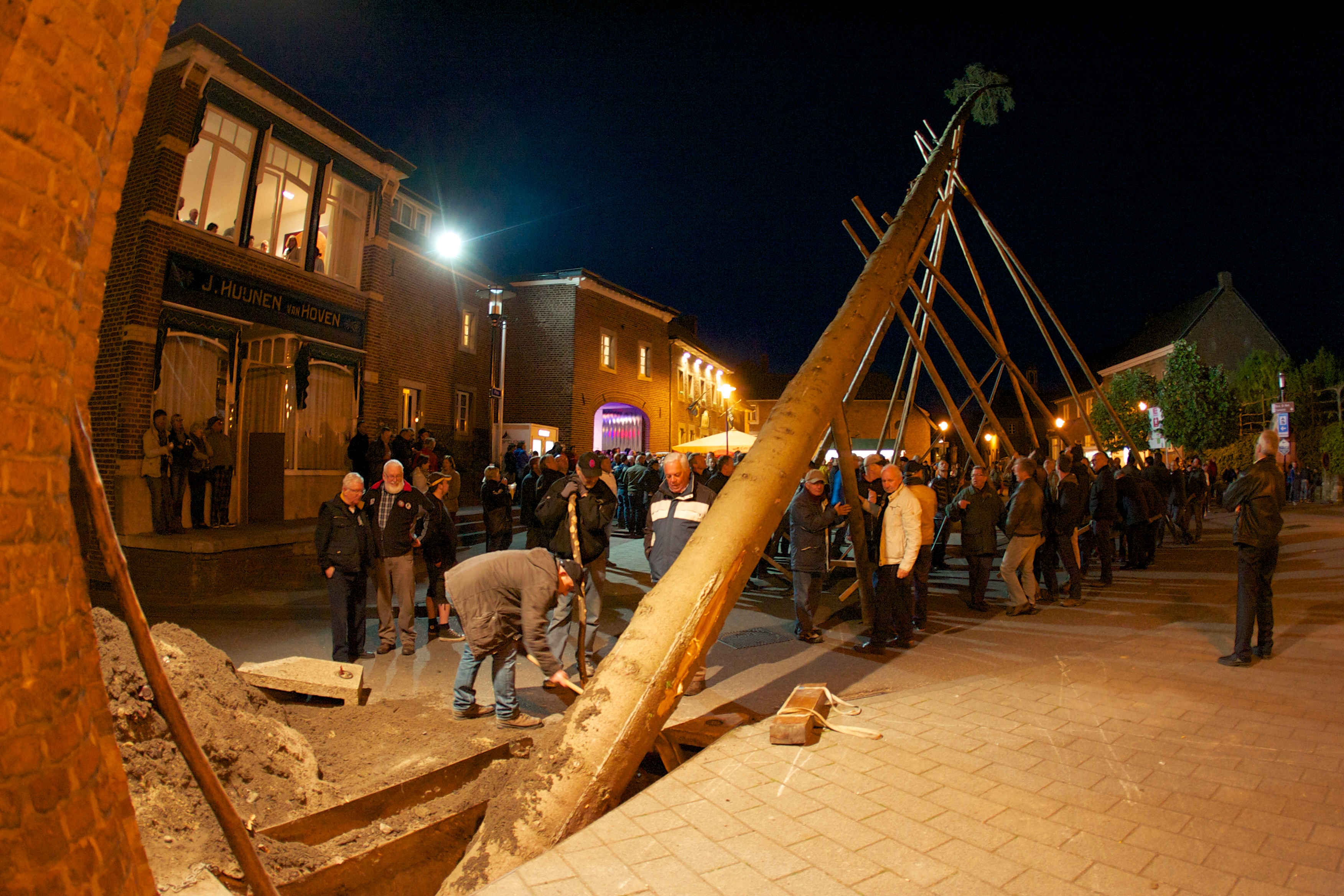
Het 'hèven' van de Sint Brigida den Noorbeek

Aan de 'jonkheid' (ongehuwde jongemannen) Sancta Brigida is de eervolle taak om de Sint Brigida-den te kappen en naar het dorp te brengen. Dit gebeurt met een dennewagen en ongeveer dertig (trek-)paarden. De jonkheid organiseert deze traditie ieder jaar opnieuw.
Om 06:00 uur wordt de oude den uitgegraven en neergelaten. Vervolgens worden vanaf 09:00 uur de paarden ingespannen vanaf de Pley en vertrokken naar de eerste stop bij de voormalige smidse, café Tinus. Hier worden volgens de traditie de wielen van de dennewagen gesmeerd, na deze korte stop wordt vertrokken richting het bos waar de nieuwe den op de wagen geladen zal worden door de jonkheid.
Een kleine groep van de jonkheid, 'de kappers', is al eerder in de morgen naar het bos vertrokken. Hier wordt de nieuwe Brigida-den door de pastoor gezegend en door de aanwezige leden gekapt met bijlen. Als de den krakend ter aarde is gestort wordt deze het bos uit gemanoeuvreerd en met een trekbal naar de plaats gebracht waar de stoet met paarden en de dennewagen ook zullen arriveren. Als de nieuwe Brigida-den door de jonkheid met lange houten palen 'stiepen' op de wagen is geladen wordt vertrokken terug naar Noorbeek.
Op de terugweg wordt er gestopt bij ieder café in de gehuchten Schilberg en Hoogcruts en in het dorp. Op het gehucht Hoogcruts worden de paarden nog eens extra versierd met van crêpepapier gemaakte rozen en slingers.
Rond 19:50 uur komt de stoet aan bij de Pley, het plein voor de kerk, waar de paarden worden uitgespannen op één paard na, waarna alle uitgespannen paarden een ereronde om de kerk lopen. Ondertussen gaan de leden die voor de laatste keer meegaan op de den zitten. Als de kapitein op zijn hoorn blaast dan vertrekt het laatste paard naar het gat waar de den in geplaatst moet worden. De leden die voor de laatste keer meegaan springen van de den af en worden opgevangen en omhoog gegooid en bedankt voor hun bewezen diensten.
Dan is de taak van de ongetrouwde mannen gedaan en nemen de getrouwde mannen het over, zij zetten de den recht. Dat gebeurt met 'sjtiepen'. De den staat meestal tussen 23:00 en 24:00 uur recht.

## Erfgoed
De traditie is sinds 2015 opgenomen op de Nationale Inventaris Immaterieel Cultureel Erfgoed.